# Черноуцан, Игорь Сергеевич
И́горь Серге́евич Черноуцан (19 октября 1918, Молога, Ярославская область — 22 января 1990, Москва) — советский литературовед, критик, партийный работник. Кандидат филологических наук (1951).

## Биография
Родился 19 октября 1918 года в Ярославской области, в городе Молога, который был затоплен при строительстве Рыбинского водохранилища.
Окончив одну из школ в Ярославле, в 1936 году стал студентом первого набора Московского института философии, литературы и искусства (МИФЛИ). Окончил МИФЛИ 21 июня 1941 года.
10 июля 1941 года призван в армию и отправлен в Мурманское военное училище связи. Пройдя обучение на ускоренных курсах, стал начальником радиостанции на Сталинградском фронте. Трижды ранен и один раз контужен. В 1943 году вступил в ВКП(б). Награждён орденом Красной Звезды (30.05.1944), орденом Отечественной войны 2-й степени (27.04.1945) и медалями. Войну закончил в Кёнигсберге.
В 1951 году окончил Академию общественных наук при ЦК КПСС, защитив диссертацию на соискание учёной степени кандидата филологических наук по теме «В. В. Воровский в борьбе за большевистскую литературную критику».
С 1951 по 1964 год и с 1967 по 1982 год работал инструктором, заведующим сектором, консультантом, заместителем заведующего отделом культуры ЦК КПСС. Литераторы за глаза называли Черноуцана серым кардиналом. Они считали, что без него в ЦК не решался ни один вопрос художественной литературы.
В 1955 году вместе с Михаилом Шолоховым он подготовил каноническое издание «Тихого Дона».
В 1950—1960-е годы регулярно составлял записки, по которым Секретариат ЦК КПСС принимал решения относительно ареста романа Василия Гроссмана «Жизнь и судьба», цензуры произведений Ильи Эренбурга, журнала «Новый мир», чистки многотомника Владимира Маяковского от излишнего авангардизма и т. д. В 1970-е годы, напротив, слыл одним из наиболее влиятельных партийных либералов («ревизионистов»), каковым отчасти и являлся. В его домашней библиотеке сохранилось много книг 1960—1970-х годов с благодарственными надписями авторов за помощь в издании.
Выступал в печати с 1954 года. Автор статей, посвящённых эстетическому наследию К. Маркса, Ф. Энгельса, В. И. Ленина («В борьбе за передовое искусство», 1959; «Ленинский манифест революционного искусства», 1967; «Живая сила ленинских идей», 1966; «Сила ленинской диалектики», 1970, и др.), В. В. Воровского («В. В. Воровский — литературный критик», 1956), А. В. Луначарского («У истоков социалистической культуры», 1972). Участвовал в подготовке сборника «В. И. Ленин о литературе и искусстве» (1957, 4-е изд. 1969). Был одним из редакторов собрания сочинений А. В. Луначарского в восьми томах (1963—1967).
С 1964 по 1966 год заведовал кафедрой теории литературы и искусства в Академии общественных наук при ЦК КПСС.
Был женат на Ирине Юльевне Чеховской (1918—1982), которая работала редактором в Гослитиздате и редактировала собрания сочинений, многие важные издания и главные книги современных советских классиков, в том числе Ильи Эренбурга, Константина Федина и др. В 1982 году она покончила жизнь самоубийством. Сын от этого брака — Алексей Игоревич Черноуцан (род. 7 апреля 1952), заведующий кафедрой физики РГУ нефти и газа. В 1983 году женился на поэтессе Маргарите Алигер и, по свидетельстству Бенедикта Сарнова, стал среди литераторов совсем своим человеком.
Умер 22 января 1990 года в Москве. Похоронен на Троекуровском кладбище. В 2005 году газета «Время новостей» опубликовала несколько фрагментов из его воспоминаний.

## Отзывы
Писатель Даниил Гранин вспоминал о Черноуцане:

Ему удалось отстоять множество судеб, книг, фильмов, имён. Нелёгкая это была обязанность — докладывать начальникам, которые почти ничего не читали, судили, однако, непререкаемо, пользуясь всякого рода подсказками и наветами. И как ни бейся, приходилось выполнять и то, с чем не был согласен. Дорого обходился этот душевный разлад… Но теперь, оглядываясь на пережитое, понимаешь, что его самопожертвование оправдало себя.
Литературовед Борис Яковлев отмечал: 

Блестящий литературовед, он явно тяготел к либеральным идеям и попытался, притом довольно успешно, реализовать их на новом поприще. […] Он не боялся вступать в острые конфликты с самим Д. А. Поликарповым — настоящей грозой литературного истеблишмента, любимцем Сталина в военные и все послевоенные годы. С Черноуцаном советовался и Н. С. Хрущёв. После отставки Хрущёва Черноуцан стал руководителем кафедры теории литературы и искусства нашей АОН и делал это блестяще. Даю такую оценку, зная хорошо его, потому что был при нем секретарем партбюро той же кафедры. Специалист по А. В. Луначарскому и В. В. Воровскому, он был настоящим эрудитом, знал, казалось, все о прошлой и текущей литературной жизни.